# Дерево (геральдика)
Дерево — негеральдична фігура в геральдиці, зведена до стилізованого зображення.
Основна класифікація фігури полягає у тому, що є дерева у ґрунті, та дерева їх викорчувані. Останні зображені з корінням, яке часто може бути забарвлене іншою тинктурою. Вирвані дерева чітко описуються, а прирродні дерева в ґрунті жодної описової вказівки не потребують.
Часто дерева зображуються на горі, найчастіше тригорі, в інших випадках тлом слугує підніжжя щита (зеленого, чорного або природного кольорів) також служить фоном. Тут зустрічаються як вирощені, так і викорінені форми.
Описують одне-чотири-п'ять дерев (якщо вказана кількість, то й дерев більше), в іншому випадку — про ліс.
На гербах зображені всі можливі дерева.
Дерево загалом завжди є — без уточнення — листяним деревом, бо для стовбура з гілками воно позначається як безлисте. Популярними зображеннями листяних дерев є, наприклад, липа і дуб як поодинокі дерева і береза як характерний елемент ландшафту; плодові дерева, такі як груша, яблуня і вишня, часто використовуються через їхнє чітке зображення цвітіння або плодів.
У Центральній Європі хвойні дерева на гербах — це майже виключно ялиця або ялина, часто парами або групами поруч. Якщо герб не фіксований, то також говорять не конкретно про лісові дерева, а загалом мають на увазі «хвойні». Ліс/хвойне дерево, ялиця та ялина зображуються в основному однаково, останні дві можуть відрізнятися плодами (шишками, що стоять або звисають).
З більш екзотичних порід дерев особливо відомий кедр (герб Лівану), хоча користуються популярністю і неєвропейські дерева, такі як пальма.
Дерева можуть бути явно зображені як квітучі або плодоносні, так само як фруктові дерева, а також хвойні дерева. Залежно від породи дерева листя, плоди та квіти показані непропорційно великими та обмежені меншою кількістю. Їх кількість може бути важлива у багатьох гербах, і тому її слід зазначати (блазонувати) в описі.
Як негеральдичні фігури також можна знайти частини дерева (наприклад, пні/палиці/стволи), товсті гілки в дуже спрощеній формі або гілки, листя та плоди (наприклад, жолуді) з відповідним гербом. Гілки також зображуються хрест-навхрест, бажано в андріївський хрест, і в такому вигляді вони трактуються як хрест.

## Дерево в релігіях
Серед багатьох цивілізацій, у різних місцях та епохах, дерево набуло певних релігійних цінностей як символ живого Космосу, який відновлюється безперервно. Можна виділити наступні релігійні символи:
- комплекс камінь-дерево-вівтар, який утворює дієвий мікрокосмос у найдавніших вимірах релігійного життя (Австралія, Китай, Індокитай, Індія, Фінікія — Егейське море);
- дерево-образ Космосу (Індія, Месопотамія, Скандинавія) тощо;
- космічне богоявлення (Месопотамія, Індія, Егейське море);
- дерево - символ життя, невичерпної родючості, абсолютної реальності; пов'язані з Великою Богинею або водною символікою; ототожнюється з джерелом безсмертя (Дерево життя) тощо;
- дерево — центр світу і опора Всесвіту (у алтайців, скандинавів та ін.);
- містичні стосунки дерев і людей (антропогенні дерева; дерево як вмістилище душ предків; шлюб дерев; присутність дерева в церемоніях ініціації тощо);
- дерево-символ воскресіння рослинності, весни та відродження року (наприклад, «майове дерево» тощо);
- дерево-житло божества;
- Дерево пізнання (наприклад, у Книзі Буття в Біблії).[1][2][3]

Дерево є об'єктом широкого культу в різних частинах світу та в різні епохи. Шумерський бог рослинності Думузі шанувався як дерево життя. Єгипетську богиню Хатхор зображували у вигляді дерева, яке пропонує їжу і напої жителю гробниці або члену його душі.
Грецька міфологія розповідає про сад Гесперід, чиє дерево з золотими яблуками дарує безсмертя богам. А з шелесту священних для Зевса дубів у Додоні вважалося, що чути голос бога. У скандинавських легендах ясен Іггдрасілль виконує деміургічну роль. Артеміда — богиня кедра і ліщини. Аттіс ототожнює себе з сосною. Адоніс виходить із миррового дерева. У Мітри є священні дерева, оливкове дерево є деревом Афіни і знаходиться під її наглядом.
У ведичній релігії Індії Ашваттха священність всесвіту в постійних відродженнях: «Ми закликаємо, Агні, дерева, рослини та овочі, Індру, Брхаспаті, Сурью, які звільняють нас від страждань» (Атхарва Веда, 6). А в інших уривках Вед дерево називають богом.

У Старому Завіті Дерево є образом суспільства: фараон порівнюється з ліванським кедром (Книга Єзекіїля, Єз 31,8-10), а вавилонський цар Навуходоносор запитує пророка Даниїла про сон, у якому він є дерево, що досягає неба (Книга Даниїла, Дан 4). У Єзекіїля (Єз 17,24) написано: «Усі польові дерева знають, що це Я, Ягве, що принижує високе дерево і підносить низьке; Я змушую зелене дерево в'янути, а сухе. Я, Ягве, сказав і зробив». У приказок Соломонових дерево життя стає символом божественної мудрості (Пр 3,18). У псалмах (Пс 1,3) праведник «як дерево, посаджене над водними потоками, що принесе плід свого часу, і листя його не опаде». У «Пісні над піснями» (Пісн 2,3) наречений порівнюється з деревом: «В його тіні, за якою я тужу, я сиджу, і його плоди солодкі для мого смаку». Дерево також є символом воскресіння: «Навіть коли воно буде зрубане, і стовбур його вмре на землі» (Книга Йова, Йов 14,7). У Новому Завіті плідні та безплідні дерева є алегорією добрих чи поганих людей: «Кожне дерево, що не родить доброго плоду, буде зрубане та вкинуте у вогонь» (Євангеліє від Матвія, Мт 3,10). І Ісус використовує образ безплідної смоківниці (Євангеліє від Луки, Лк 13,6-9).

Форми подання
Груша, вирвана з корінням, з плодами, над трипагорбом
Промовистий герб:Бом (Бельгія)
Стовбур із пеньками гілок (Оберштамгайм)
Шклярська Поремба
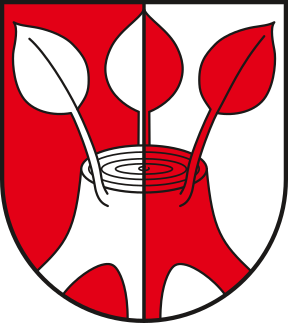
Пень у змішаних кольорах (Доніц)
Пень (Геркінген)
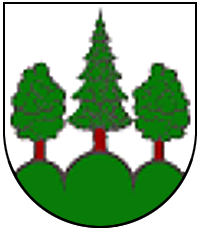
Одне хвойне, два листяних дерева (Райнсберг (Німеччина))

Види дерев
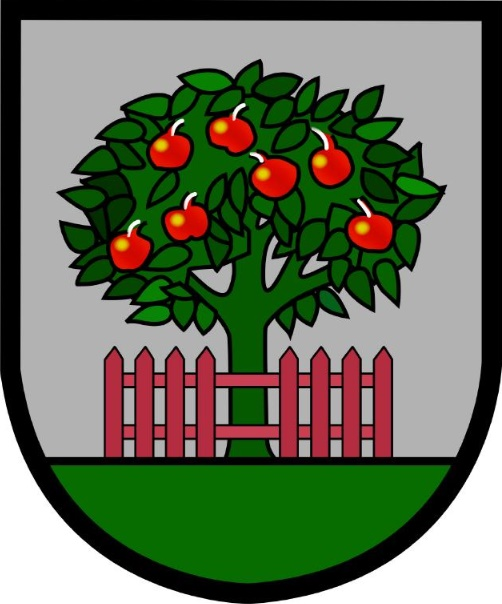
Баумгартен]] (Австрія)
Вирвана яблнуня - Домлешг (Швейцарія)
Вивана груша - Пирбаум (Німеччина)
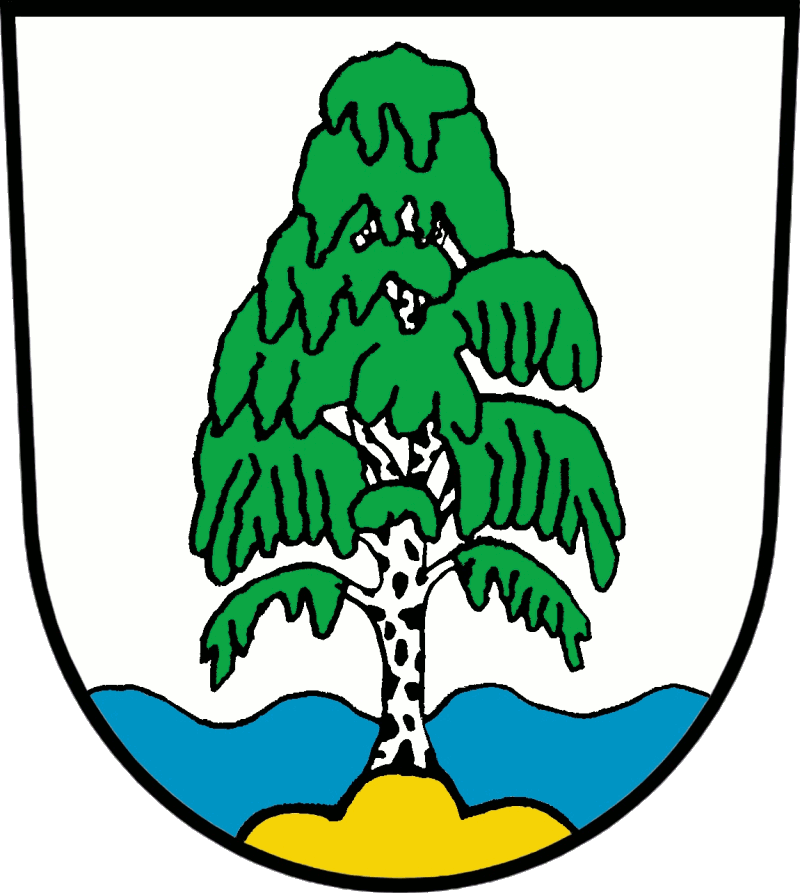
Береза - Біркенвердер (Німеччина)
Померанець - герб Кюрасао
Мідний бук - Бух-ам-Ірхель (Швейцарія)
Бук звичайний - Бюнцен (Ааргау) (Швейцарія)
Подвійний дуб - Лофт (Німеччина)
Синім кольором вкорінений срібний дуб з п'ятьма срібними жолудями на синьому тлі - Оффенбах-на-Майні
Стилізований золотий п'ятигілковий дуб з одинадцятьма листками - Гаґен (місто)
Дві вільхи, квітучі або плодоносні - Леппявірта (Фінляндія)
Вільха в промовистому гербі - Ерлен (Тургау) (Швейцарія)
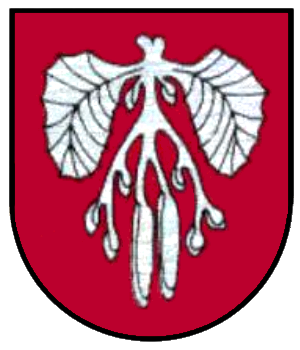
Вільхова гілка - Ерлагайм
Вгору три листяних дерева, внизу - три хвойних - Ебельсбах
Ясен в промовистому гербі - Ешенбах (Геппінген) (Швейцарія)
Каштан в промовистому гербі - Кастасенья (Німеччина)
Вишня - Кіршау (Німеччина)
Липа - Лінн (Швейцарія)
Дерево життя або липа - Гомбург (Саар, Німеччина)
Лаврове дерево - Льюренс-дал-Панадес (Іспанія)
Три тополі - Рот-ам-Зее (Німеччина)
Верба - Віден (Ааргау) (Швейцарія)
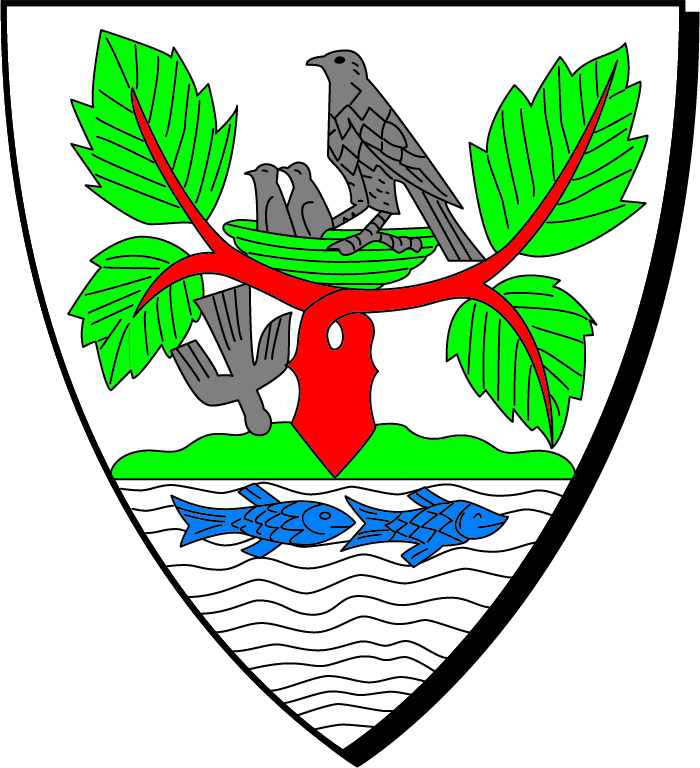
Дерево - Арбон (Тургау) (Швейцарія)

Хвойні породи
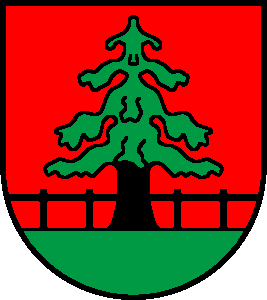
Ялина - Гріндель (Золотурн) (Швейцарія)
Ялина - Оберфіхтах (Німеччина)
Стилізований тис - Унтеріберг (Швейцарія)
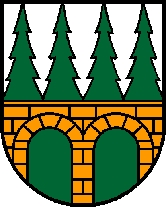
Чотири лісові дерева на промовистому гербі - Вальдбург (Австрія)
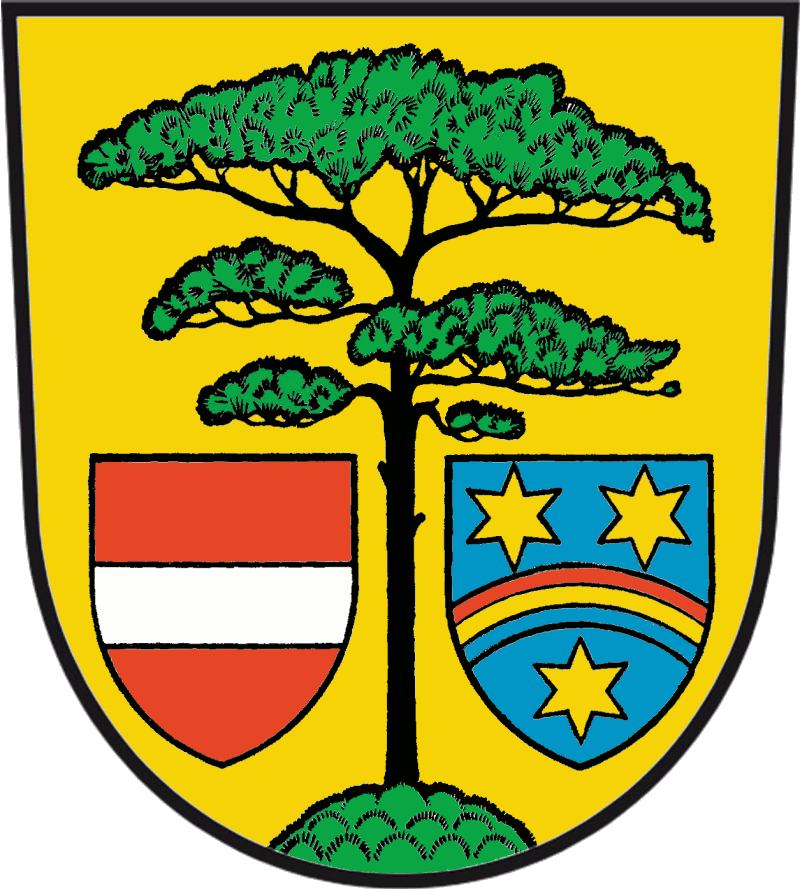
Сосна звичайна - Гоен-Ноєндорф (Німеччина)